# Club Esportiu Atlètic Balears

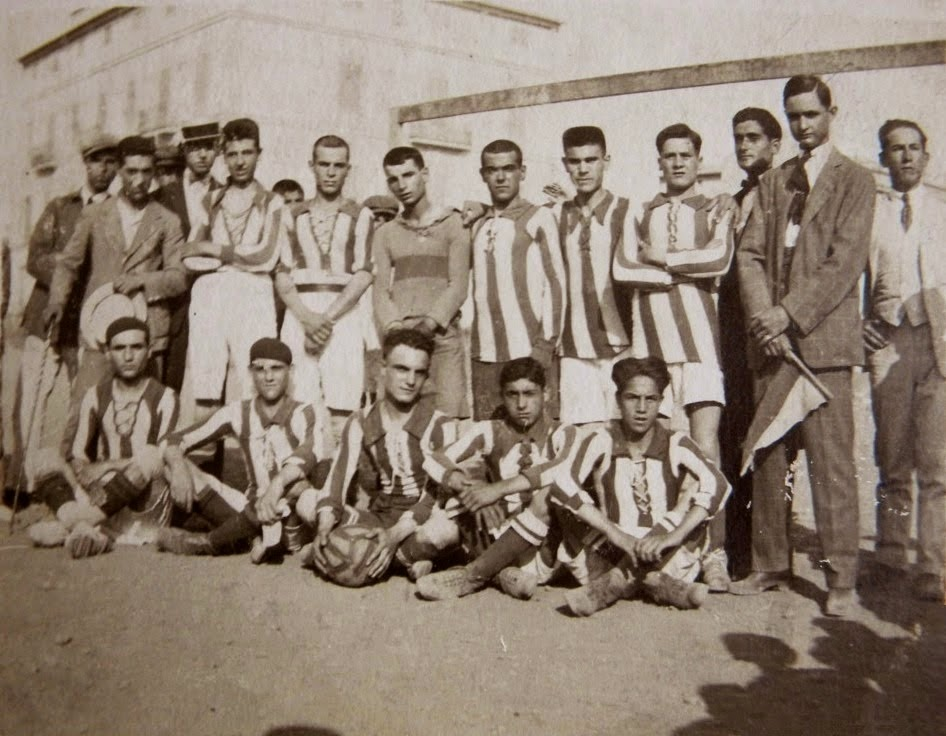
Balears FC, juliol de 1921

El Club Esportiu Atlètic Balears (en castellà i oficialment Club Deportivo Atlético Baleares) és un club de futbol de Palma (Mallorca, Illes Balears). Va ser fundat l'any 1920 i és conegut bàsicament pel seu primer equip masculí i femení. Actualment, el primer equip masculí juga a la Segona Federació (Lliga espanyola de futbol), la quarta categoria del futbol espanyol. El primer equip femení milita a la Primera Federació, segon nivell del futbol femení espanyol. El futbol base de l'entitat abasta fins a una dotzena d'equips.
L'Atlètic Balears ha arribat fins a dues vegades a Segona Divisió, on hi va participar quatre temporades durant els anys cinquanta i seixanta del segle XX. A més, ha jugat 16 temporades a Segona Divisió B i 3 a Primera Federació, però la categoria on ha militat per excel·lència és la Tercera Divisió.
Disputa els seus partits a l'Estadi Balear, a la mateixa capital balear, mentre que es seu equip femení i el futbol base realitzen els seus partits a Son Malferit. De 2012 ençà funciona com a Societat anònima esportiva.
Els seus orígens estan vinculats a les classes treballadores de la ciutat i ja als anys 1920 ha estat el màxim rival del RCD Mallorca a escala regional. Aquesta rivalitat, conegut com el derbi palmesà, ha perdurat fins a l'actualitat, malgrat el número escàs d'enfrontaments directes durant les últimes dècades.
El Club es coneixia com Balears FC fins al 1942, quan va adoptar el seu nom actual després d'un acord de fusió amb l'Athletic FC. Popularment, encara hi ha molts aficionats que anomenen el club així.

## Història

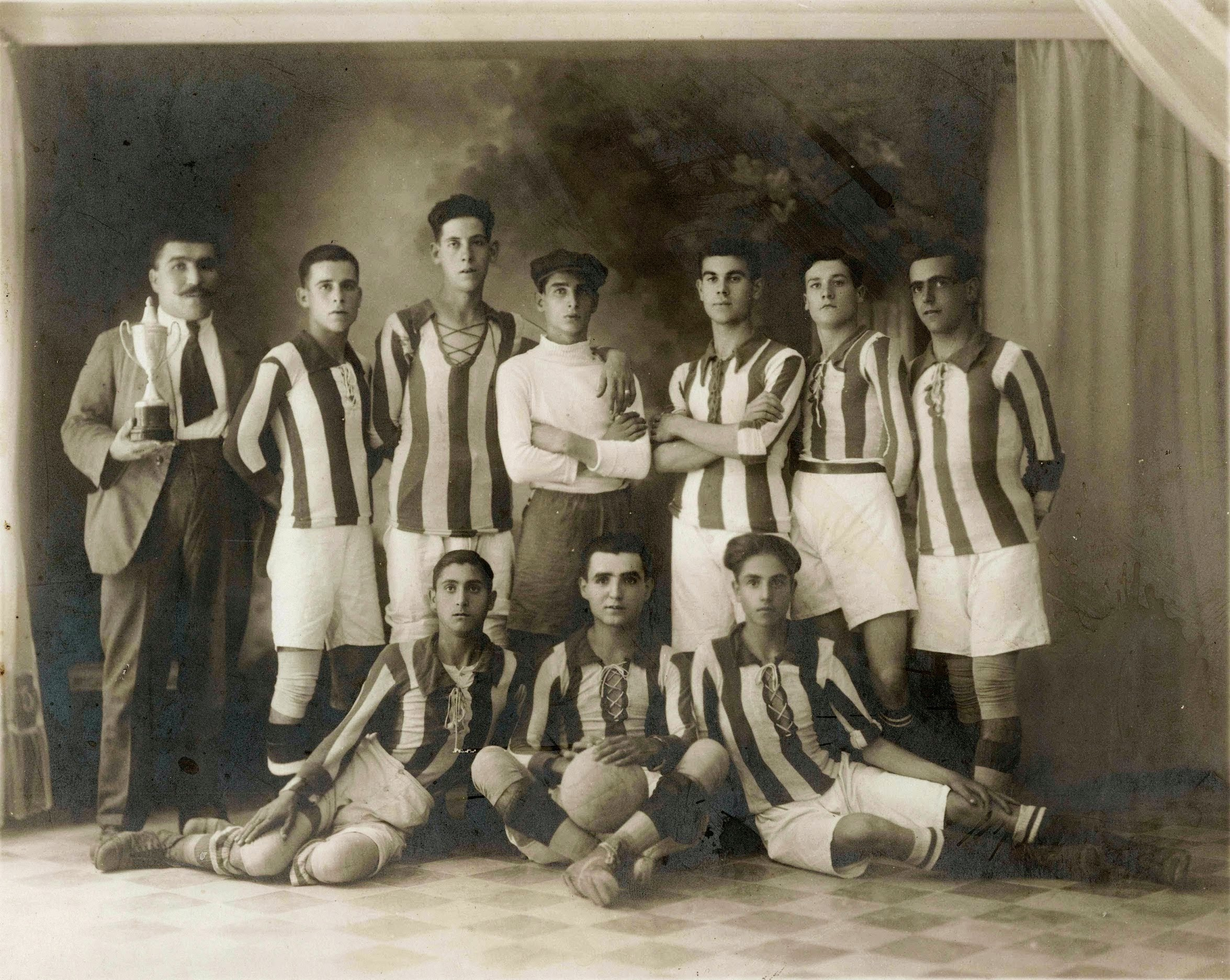
Balears FC, setembre de 1921

Fins a cinc llibres han tractat la història del club, per ordre de sortida:
- L'Atlètic Baleares. Una historia de supervivencia (2009)[6]

- L'Atlètic Baleares. La història en imatges (2011)[7]

- Els orígens de l'Atlètic Balears (1920-1942). Dels inicis a la fusió (2013)[8]

- L'Atlètic Balears, 1920-1942: els primers anys d'una entitat centenària (2020)[9]

- The Story of Atlètic Balears (2023)[10]

Durant molts anys la història de l'entitat estigué sense treballar; per això, la inèrcia i la tradició establien l'inici del club l'any 1942. No obstant, als darrers anys es va documentar l'origen real del club l'any 1920, un fet cada cop més conegut i normalitzat.

### Els precedents (I): el Mecànic (1920)

Isleña Marítima (logo)

El 3 d'abril del 1920 va aparèixer en el diari Última Hora un article sobre la fundació de nous equips a Palma, fins llavors fundats per membres de les classes socials mitjanes i altes de la ciutat. En el text destacava la frase següent:
| « | En los talleres de la Isleña tengo noticias que se hacen preparativos para formar un team. | » |

Per primera vegada un conjunt d'extracció obrera formava un equip de futbol a càrrec dels treballadors de la companyia naviliera Isleña Marítima, tot i que també hi participaren maquinistes naviliers en pràctiques o estudiants d'aquesta carrera. Aquest nou conjunt adoptà el nom de Mecànic.
La samarreta agafà els colors de la Isleña Marítima: tres franges blanques sobre fons blau, inspirades en les inicials I-M pintades en les xemeneies dels vapors de la companyia. Mentrestant els calçons eren blaus en aprofitar, degudament retallats, les granotes velles dels treballadors de la companyia. El local social estava situat en el cafè Can Rasca (carrer de Sant Miquel núm. 67, abans 187), cantonada amb el carrer Oms de la mateixa ciutat. Estava mancat de camp i jugava a una esplanada del Moll Vell, aproximadament on estaven situades les antigues oficines de la Isleña Marítima.

### Els precedents (II): el Foneria Carbonell (o Mallorca) (1920)
En el mateix article del diari Última Hora abans esmentat destacava una altra frase:
| « | En la fundición de los señores Carbonell se organiza otro once, que promete ser un terrible rival por la corpulencia de la gente obrera que se alista. | » |

Aquest equip el varen compondre treballadors de la Foneria Carbonell, una petita empresa metal·lúrgica de la ciutat coneguda popularment com a Can Salí. L'equip va adoptar inicialment el mateix nom de l'empresa i, després, va adoptar el nom de Mallorca.
La indumentària de l'equip duia samarreta i calçons totalment blancs. Tenia el seu local social al cafè Can Meca, situat al carrer Arxiduc Lluís Salvador cantonada amb les Avingudes de Palma. Jugava els seus partits a un solar anomenat sa Síquia Reial, situat entre les Avingudes (avinguda Comte de Sallent) i el carrer Blanquerna de la ciutat.

### Naixement del Balears Futbol Club (1920)

Escut del Balears FC

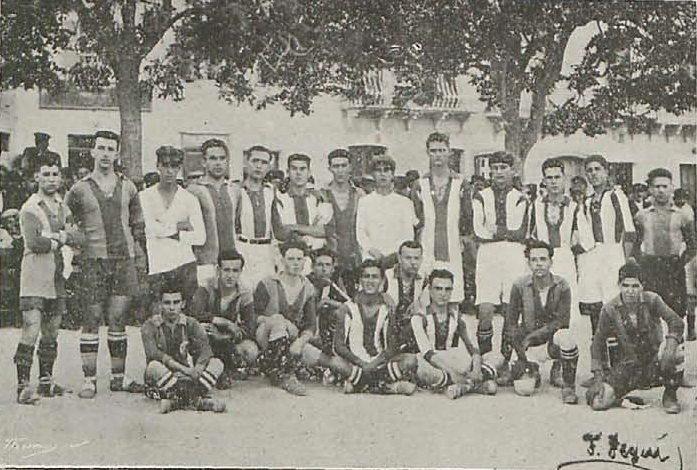
Balears FC, 1922

En un moment donat el Mallorca (abans Foneria Carbonell) va abandonar el seu local social i va anar a parar al mateix que ocupava el Mecànic. Atesa la comuna extracció obrera de jugadors i aficions aviat va sorgir sintonia entre sengles col·lectius i decidiren unir-se per formar un club més potent. Així, el 14 de novembre o el 20 de novembre de 1920 (segons les fonts) es va celebrar una assemblea fundacional que acordà la fusió de Mecànic i Mallorca amb el nom de Baleares Foot-ball Club, nom acceptat per unanimitat pels assistents en considerar-lo més regional i representatiu.
El local social del nou club romangué al cafè Can Rasca, que fins aquell moment ho havia estat de sengles entitats fusionades. El terreny de joc fou el que fins aquell moment havia emprat el Mallorca, sa Síquia Reial. Pel que fa a la indumentària el nou club va adoptar la samarreta blanc-i-blava del Mecànic i els calçons blancs del Mallorca. El primer president fou Bartomeu Llabrés Albertí, vinculat fins aquell moment al Mallorca.
El nou Balears FC va debutar el 21 de novembre de 1920 guanyant per 0–5 al camp del Velòdrom del Tirador al Veloç Sport Balear, llavors un dels equips més potents de l'illa. La primera alineació de l'equip fou la següent: Ribas (F.), Henales, Ribas (A.), Pichichi, Julià, Caubet, Jaume, González, Moranta, Garí i Pepe Fuentes (capità).

### Anys 20 i 30. Creixement i consolidació del Balears FC

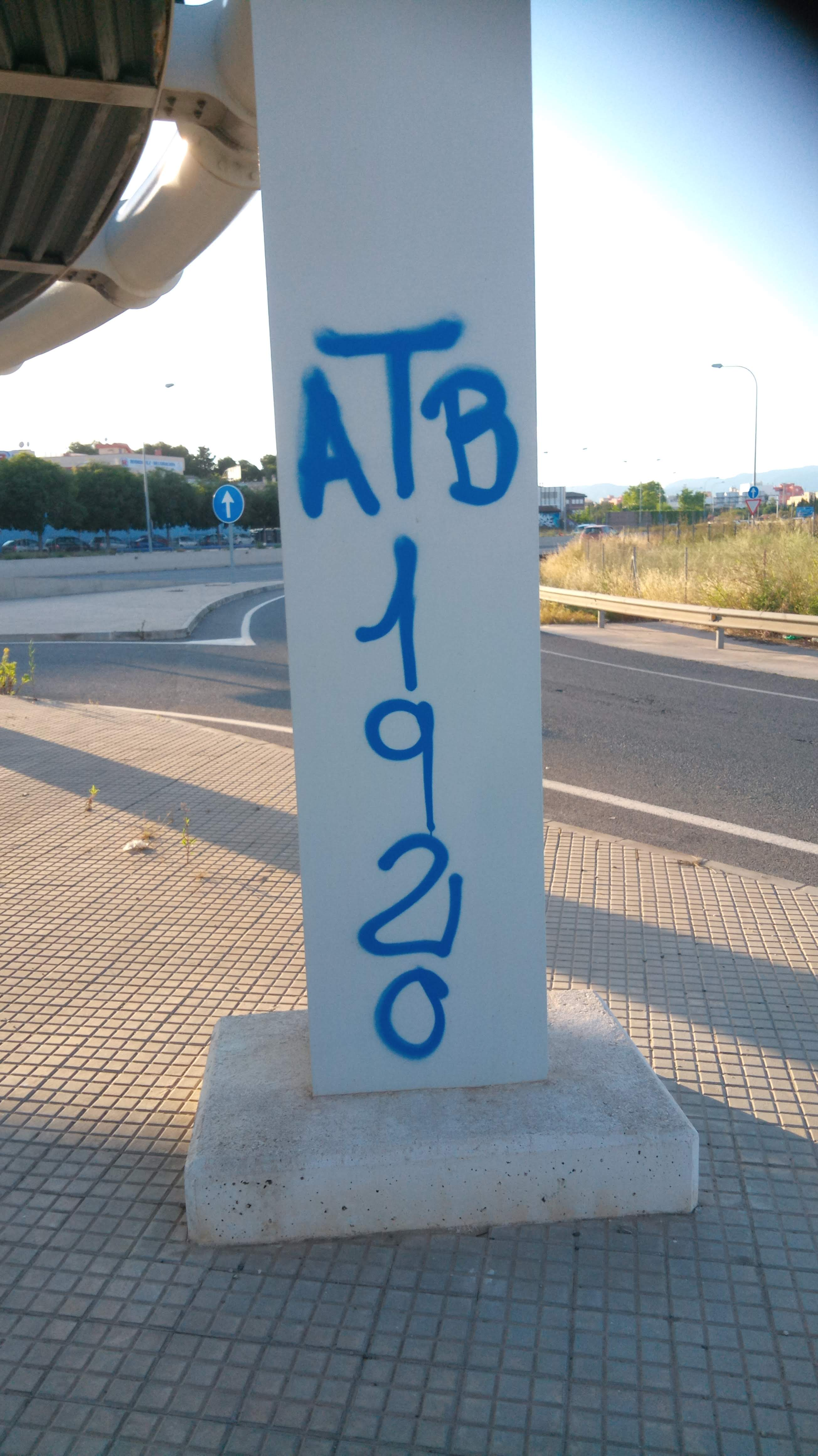
Pintada davant de l'Estadi Balear que recorda l'any de naixement del club

L'any 1921 el Balears FC va disputar el seu primer torneig important: la Copa Ajuntament de Palma, quedant segon d'un torneig que va guanyar la Reial Societat Alfons XIII (precedent de l'actual Reial Mallorca). Des d'aleshores el club va ser un assidu participant en les competicions que se celebraven a les Illes.
Aviat es va gestar una aferrissada rivalitat -més enllà del vessant esportiu- amb la RS Alfons XIII, equip fundat i recolzat per les classes majorment benestants de la ciutat, en oposició a un Balears FC originat i seguit pels estaments socials més humils, principalment d'ideologia d'esquerres i republicana. L'equip va aconseguir bons resultats, tot i que quasi sempre li tocà fer el rol d'actor secundari en ser superat pel seu etern rival vermell o, més endavant, pel Club Esportiu Constància d'Inca. La rivalitat entre el Balears FC i la Reial Societat Alfons XIII Futbol Club s'ha mantingut fins als nostres dies amb diferents noms fins a arribar als actuals Atlètic Balears i Reial Mallorca.
A causa del creixement del club al cap de pocs anys es va construir un nou terreny de joc: el Camp de Son Canals, el 1923. Amb motiu d'aquest trasllat la seu social del club es va traslladar al Cafè Triquet, avui desaparegut.
El club va participar en el Campionat de Balears de futbol oficial, organitzat inicialment des de 1923 per la Federació Catalana de Futbol i des de 1926 per la Federació de Futbol de les Illes Balears, fins a la seva supressió l'any 1940. El club sempre estigué en primera línia a la competició: va ésser subcampió en fins a 9 ocasions del Campionat de Mallorca, essent superat només per la RS Alfons XIII FC (després RCD Mallorca) o pel Club Esportiu Constància d'Inca. Es va imposar en el campionat mallorquí la temporada 1927-28, però perdria la final del campionat balear davant la Unió Esportiva Maó por 1–0.
En altres competicions va destacar el seu triomf en la Copa President de la República, torneig disputat pels equips de primera categoria del campionat mallorquí durant les temporades 1933-34, 1934-35 i 1935-36 disputant-se una copa concedida pel llavors president espanyol Niceto Alcalá Zamora. El Balears FC va adjudicar-se la segona i la tercera edicions i, consegüentment, la copa en disputa. El club estigué a punt de participar en l'Olimpíada Popular de Barcelona, que s'havia de celebrar del 19 al 26 de juliol de 1936. L'aixecament militar va fer que els seus jugadors es trobessin per casualitat a la zona republicana quan començà la Guerra Civil Espanyola, cosa que els estalvià les possibles represàlies que podrien haver patit a Mallorca per republicans.
El 1940 el club canvià el seu nom original (Baleares Foot-ball Club) pel de Club de Fútbol Baleares, obeint les directrius del règim franquista que varen obligar a la castellanització de tota la terminologia esportiva.
Des de la temporada 1940-41 l'equip va participar en la Primera Regional de Mallorca, competició que va substituir al desaparegut Campionat de Mallorca. Després de la guerra els resultats esportius del club se'n ressentiren i el club va passar a ocupar posicions baixes que amenaçaven de consumar el seu descens, però sense arribar a consumar-se.

### Fusió amb l'Athletic FC (1942)
L'Ajuntament de Palma va aprovar l'any 1942 un pla d'urbanització que afectava un altre club de la ciutat, el Club Deportivo Atlético (fins 1941, Athletic Foot-ball Club), i que l'obligava a abandonar el seu terreny de joc (sa Punta). Com el club no disposava de recursos per aconseguir-ne un de nou estava abocat a la desaparició, va iniciar contactes amb altres clubs de la ciutat per estudiar una fusió. Primer va contactar amb el CD Mallorca, però després d'arribar a un preacord de fusió es varen rompre les negociacions: el CD Atlético volia que el nou club es digués Atlético-Mallorca, mentre els mallorquinistes no volien cap canvi. Llavors l'Athletic FC va contactar amb el CF Baleares, amb qui s'arribà a un acord signat el 25 de maig de 1942, ratificat per les directives dels clubs dia 27 i per la Federació Balear el 19 de juny del mateix any, que bàsicament consistia en el punts següents:
- Canviar el nom Club de Fútbol Baleares per Club Deportivo Atlético Baleares.
- Mantenir els colors blanc-i-blaus del CF Baleares sense variació i disseny d'un nou escut.
- Seguir al mateix local social (que es va mantenir fins als anys 60) i al mateix camp del CF Baleares, Son Canals.
- Igualtat dels socis segons procedència d'un o de l'altre club i paritat a la junta directiva.

L'acord fou plasmat jurídicament com un procés de fusió, però a efectes pràctics va ser un procés de fusió per absorció del CF Baleares sobre el CD Atlético: la massa social balearica era més nombrosa que l'atlètica i la seva essència humil es va imposar a l'atlètica, més de classe mitjana. La nova entitat va heretar la històrica rivalitat amb el RCD Mallorca transmesa a través del CF Baleares, en detriment del CD Atlético qui mantenia una relació més cordial amb els bermellons. El CD Atlético va aconseguir que el seu nom figurés en el nom de la nova entitat (Atlético-Baleares en comptes de Baleares), però la resta dels seus trets d'identitat (colors, camp i escut) varen desaparèixer. D'inici els antics seguidors del CD Atlético es referien al nou club com a Atlètic, mentre que els antics seguidors del CF Baleares s'hi referien com a Baleares; actualment sengles denominacions són habituals, atès el temps transcorregut.
El CF Baleares ja havia incorporat altres petits clubs de la ciutat durant els anys precedents, però mitjançant un procés d'absorció directa. Com en aquest cas el procés fou oficialment una fusió, això va permetre el CD Atlético deixar petjada en el nom del club. Mentre, altres clubs directament absorbits (com el Mediterrani FC) van ser oblidats sense deixar rastre. En aquest cas, i amb aquestes condicions, els dos clubs sortien beneficiats de la unió. Pere Serra Cladera (president del CF Baleares) fou nomenat primer president de la nova entitat i Francesc Riera Rigo (president del CD Atlético), vicepresident.
El primer equip del nou Atlètic Balears estava compost per: Pericàs, Amengual, Gil, Sureda, Pont, Matas, Mulet, Homar, Brondo, Albella i Riera.

### Anys 40. Ascens a Tercera Divisió
La primera temporada com a Atlètic Balears fou la 1942-43, disputant la Primera Regional. L'equip quedà segon, només pel darrere del Reial Mallorca, tot un èxit. Sengles conjunts ascendiren a la Tercera Divisió, llavors desapareguda però recuperada per a la temporada següent. La nova categoria va suposar que els equips balears juguessin contra equips de la península (catalans o valencians, o tots dos alhora). Això va suposar problemes logístics, econòmics i de desplaçament que potser frenaren el desplegament del nou club.
Durant aquells anys els resultats esportius foren mitjans, si exceptuem el tercer lloc assolit les temporades 1945-46 (amb una lligueta d'ascens en què l'equip no pujà per molt poc) i 1946-47.

### Anys 50. Anys de creixement
Després de classificacions força irregulars, la temporada 1950-51 l'equip fou campió de Tercera Divisió. Això li donà dret a jugar una lligueta d'ascens amb altres cinc equips: Real Betis Balompié, Recreativo de Huelva, Club Polideportivo Cacereño, CD Guadalajara i Alacant Club de Futbol. L'equip va ser campió i va pujar a la Segona Divisió per primer cop en la seva història. Aquell equip estava entrenat per Gaspar Rubio i l'onze titular era el següent: Calpe, Soler, German, Pueyo, Duel, Prats, Brondo, Alorda, Álvarez, Miguelín i Marroig.
L'Atlètic Balears va mantenir-se a Segona dues temporades (1951-52 i 1952-53), fins que va tornar a baixar a Tercera Divisió. Després d'un parell de temporades fluixes, des de mitjans dels anys 50 l'equip tornava a transitar pels primers llocs de la classificació. Fou campió la temporada 1955-56 i va quedar entre els tres primers fins a la temporada 1959-60; però no va poder superar cap de les fases d'ascens que va jugar.
Tal era la vitalitat esportiva i social, que el club es va decidir a construir un nou camp, l'actual Estadi Balear, a la barriada de la Soledat. L'antic Camp de Son Canals s'havia quedat petit i els propietaris amenaçaven desnonament, a més que esportivament el club prometia arribar lluny. A final de 1958 es va aprovar el projecte i el camp fou inaugurat el 8 de maig de 1960 amb un partit contra el Birmingham City FC que es va guanyar per 2–0.

### Anys 60. Anys d'esplendor
Pocs dies després de la inauguració de l'Estadi Balear el club va jugar les eliminatòries d'ascens, però tampoc ho va aconseguir. Malgrat tot, la dinàmica positiva continuava i la temporada 1960-61 fou novament campió de Tercera Divisió. Es varen jugar les dues eliminatòries d'ascens, primer contra l'Olímpic de Xàtiva i després contra la UD Amistad de Saragossa, totes dues amb victòria. Així, el club retornava a la Segona Divisió.
El Club va mantenir-s'hi les temporades 1961-62 i 1962-63, en què va tornar a Tercera Divisió. Malgrat el descens el club va continuar mantenint un potencial considerable, ja que sempre acabava als primers llocs del seu grup i es classificava per a les posteriors fases d'ascens, malgrat no aconseguir superar-les. En aquesta època destaquen els campionats de Tercera Divisió de 1965 i 1968.

### Anys 70. Crisi institucional i esportiva. Adéu als derbis
A la darreria dels anys 1960 el club va veure empitjorar la situació econòmica i institucional, un fet que irremeiablement va acabar afectant el vessant esportiu. El club empitjorava gradualment els seus resultats esportius i assolia classificacions cada cop més perilloses, fins que la temporada 1972-73 va consumar-se el descens a Regional Preferent on hi va estar dues temporades. Es va recuperar la categoria la temporada 1974-75, però els resultats esportius a Tercera Divisió continuaren essent molt mediocres.
Esportivament va haver un efímer ressorgiment. L'any 1977-78 va crear-se una nova categoria, la Segona Divisió B. Fruit de l'obligada reestructuració de la Tercera Divisió (pujaren fins a onze equips), l'Atlètic Balears va assolir de rebot un ascens més administratiu que no pas esportiu. El resultat fou fulminant: aquell any l'equip va quedar coer i va retornar a la Tercera Divisió, on novament assoliria classificacions molt pobres.
Amb la creació de la Segona Divisió B, la Tercera Divisió ara era en realitat una «quarta divisió». És a dir, el club havia passat d'optar al retorn a la Segona Divisió a final dels anys 1960 a obtenir resultats mediocres a una quarta categoria deu anys més tard.
A la crisi del club hem d'afegir la desaparició de la rivalitat esportiva directa amb l'etern rival, el Reial Mallorca. Tots dos equips oscil·laven entre jugar a la mateixa divisió o amb una categoria de diferència, que de vegades podien ser dues quan el Reial Mallorca assolia l'ascens a Primera Divisió des de la temporada 1959-60. Els mallorquinistes patiren una crisi similar als anys 70 que els abocà fins a Tercera Divisió, igualant-se temporalment les forces entre sengles equips. Però varen aconseguir recuperar-se: des de la temporada 1980-81, els mallorquinistes mai han estat més avall de la Segona Divisió A i la distància amb l'Atlètic Balears ha arribat a ser habitualment de tres categories des de la temporada 1986-87, o fins i tot de quatre a la temporada 2005-06.
Per tant, des de la temporada 1979-80 els derbis Atlètic Balears-Reial Mallorca foren història, excepte els jugats en el Trofeu Nicolau Brondo o posteriorment contra el Reial Mallorca B.

### Anys 80. Tocant fons i auge esportiu
Amb l'equip de nou a la Tercera Divisió (que de fet era una quarta divisió, com hem dit abans) continuaren succeint-se uns resultats esportius decebedors fins que va consumar-se un nou descens a Regional Preferent la temporada 1980-81. El club es trobava a una cinquena categoria, i mai havia estat esportivament tan avall. Socialment i econòmicament tampoc s'hi vivia pau al club, i això tampoc ajudava: l'Atlètic Balears es va torbar dues temporades a pujar.
Després de retornar a Tercera Divisió la temporada 1983-84, l'equip va recuperar el bon to esportiu situant-se sempre entre els primers classificats. Fins i tot va disputar les eliminatòries d'ascens a Segona B la temporada 1985-86, tot i no aconseguir-ho. Però una reestructuració de la Segona B, que s'ampliaria de dos a quatre grups, va afavorir el club. Així l'Atlètic Balears va assolir l'ascens la temporada 1986-87. Com que ascendien directament els dos primers (l'equip va quedar segon), es pot dir que aquest segon ascens a Segona B no va estar exempt de mèrit esportiu, a diferència del primer que fou essencialment administratiu.
L'equip va mantenir-se a Segona B tres temporades (1987-88, 1988-89 i 1989-90), i fins i tot al llarg de la temporada 1988-89 va estar a prop del lideratge que llavors atorgava l'ascens directe a la Segona Divisió A. Però fou un miratge. Va descendir novament a Tercera Divisió la temporada 1989-90 en resultar coer del seu grup. Tanmateix als endèmics problemes econòmics i institucionals s'hi afegia el creixent mal estat de l'Estadi Balear i la pobre assistència de públic a l'estadi. Ni tan sols quan l'Atlètic Balears fregava l'ascens directe a Segona A les recaptacions foren mínimament bones.

### Anys 90. Estabilitat enganyosa
Després del retorn a Tercera Divisió l'equip va entrar en una dinàmica esportiva agredolça que es va allargar més d'una dècada. D'una banda, l'Atlètic Balears sempre feia un molt bon paper a la Tercera Divisió. Entre les temporades 1990-91 i 2001-02, l'equip es va classificar entre els quatre primers llocs (excepte la 1992-93) per jugar la fase d'ascens a Segona B, i fins i tot va ser campió de lliga en quatre ocasions, tres de consecutives (1998, 2000, 2001 i 2002). També l'equip juvenil va assolir l'ascens a Divisió d'Honor la temporada 2001-02, la màxima categoria possible, per primera vegada a la seva història. Esportivament, el club semblava funcionar.
Però la disputa de la fase d'ascens a Segona B sempre acabava d'una manera desastrosa, any rere any. Després d'onze fases d'ascens en dotze temporades l'equip no va poder ascendir i en cap d'elles va tenir opcions reals d'aconseguir-ho. Tampoc quan l'equip havia quedat campió del seu grup aconseguia fer un paper mínimament digne a la fase d'ascens, fet que acabà desmoralitzant el club i l'afició i que acabà passant-li factura.
En aquells anys tots els equips de les Illes Balears patien el mateix quan s'enfrontaven als equips de la península; la Tercera Divisió balear tenia un nivell molt baix comparada amb altres grups i l'Atlètic Balears no n'era una excepció.

### Dècada de 2000 (I). Enfonsament i quasi desaparició
Després d'onze fases d'ascens frustrades en dotze temporades (1990-2002), l'equip va anar caent en picat en tots els sentits. Els problemes extradeportius, sempre latents a l'entitat, acabaren per afectar el seu rendiment. La inestabilitat institucional s'agreujava: les relacions entre l'entitat i la Junta de la comunitat de copropietaris de l'Estadi (Procampo), en mans de l'expresident Jeroni Petro, empitjoraven i finalment provocaren que el club perdés els ingressos de la publicitat estàtica del camp. Amb l'Ajuntament de Palma no es trobava cap solució per rehabilitar les instal·lacions de l'Estadi. Les anades i vengudes de directius i jugadors eren constants; d'aquí que les temporades 2002-03 i 2003-04 fossin mediocres esportivament. També l'equip juvenil va descendir de manera contundent després de jugar una sola temporada (2002-03) a Divisió d'Honor.
Però la temporada 2004-05 fou l'enfonsament total. Els jugadors no cobraven, i sovint no n'hi havia per completar les convocatòries. El futbol base va ser desmantellat. Els enfrontaments interns causaren que la Procampo barràs l'accés del club a l'Estadi Balear, havent-se de jugar al camp municipal del Poliesportiu Germans Escales. Un caos total que inevitablement va perjudicar l'equip: va acabar penúltim i descendí a Regional Preferent. Aquella època fou una de les més negres en la història del Club a tots els nivells, ja que l'entitat va estar a punt de desaparèixer. Mai va estar tan a prop de consumar-se.

### Dècada de 2000 (II). Recuperació
Després de tocar fons i veure de molt a prop la desaparició, del 2005 ençà el club s'ha anat refent social, econòmica i esportivament. Econòmicament primer va rebre el suport de l'empresari immobiliari alemany Matthias Kühn i més endavant de l'empresari Bartomeu Cursach. Aviat es va notar el canvi, atès que l'equip va quedar campió de Regional Preferent la temporada 2005-06 i tornà a Tercera Divisió només un any després de baixar-ne.
La temporada 2006-07 fou planificada com de transició, consolidació a Tercera Divisió i refermar el projecte esportiu a tots els nivells. Tot i així, l'Atlètic Balears va quedar sisè i molt a prop de tornar a jugar la fase d'ascens a Segona B.
La temporada 2007-08 sí que fou plantejada per aspirar a l'ascens. L'Atlètic Balears va complir, quedant campió de Tercera Divisió, i classificant-se per a les dues eliminatòries d'ascens a doble partit. Primer va tocar l'AD Universidad de Oviedo, que va ser superat amb un 1–1 a Oviedo i un 2–1 a l'Estadi Balear. La segona i definitiva eliminatòria va tocar contra la SD Gernika Club, amb un 0–0 a Gernika i un 2–0 a l'Estadi Balear. Després de divuit anys, el club tornava a la Segona B.
A la temporada 2008-09, malgrat els canvis de jugadors i d'entrenador, l'equip acabà últim del seu grup i de nou va caure a la Tercera Divisió a manca de dues jornades per finalitzar el campionat.
La temporada 2009-10 va començar amb els mateixos objectius de dos anys abans: campionar i ascendir. Com dos anys abans, l'equip aconseguí el campionat de lliga de Tercera Divisió i es va classificar per jugar l'eliminatòria única d'ascens. Va tocar-li el CD Tudelano, campió de lliga de Navarra. L'equip guanyà l'anada a l'Estadi Balear per 1–0 i va perdre la tornada a Tudela per 2–1. Gràcies al valor doble dels gols en el terreny de joc rival, l'Atlètic Balears va aconseguir novament l'ascens a Segona B.

### Dècada de 2010 (I). Consolidació a la Segona Divisió B i conversió en Societat anònima esportiva
A la temporada 2010-11 l'equip va aconseguir la permanència matemàtica quan mancaven dues jornades. Va esser la sisena temporada en Segona B. La temporada fou molt més transcendental en l'àmbit extraesportiu, amb l'inici de la transformació en Societat anònima esportiva.
El 5 de maig de 2011, una assemblea extraordinària de socis va aprovar la conversió del Club en Societat anònima esportiva per àmplia majoria, amb l'objectiu de portar al Club a Segona Divisió A a curt termini. Durant l'assemblea també es va anunciar la compra d'uns terrenys per a la construcció de la futura ciutat esportiva del club, la qual cosa es va aconseguir el 26 de setembre del 2012, un dia abans de la celebració de la primera Junta General d'Accionistes. El procés de conversió en SAE va culminar el 27 de setembre del 2012 amb la celebració de la primera junta general d'accionistes i l'elecció del seu primer consell d'administració.
La temporada 2011-12 es va plantejar amb l'objectiu de classificar-se entre els quatre primers per jugar la promoció d'ascens a Segona A. Després d'una gran fase regular, l'Atlètic Balears va guanyar el títol de lliga de Segona Divisió B, Grup 3, a manca de dues jornades per a l'acabament del campionat. Va disputar l'eliminatòria a doble partit amb un altre campió de grup, el CD Mirandés, amb l'ascens directe en joc, però malauradament no va superar aquesta eliminatòria (1–0 a Miranda de Ebro i 1–2 a l'Estadi Balear) i es va veure obligat a jugar les eliminatòries de repesca. Li va tocar el CD Lugo, al qual tampoc va poder superar (3–1 a Lugo i 0–0 a l'Estadi Balear) i va quedar definitivament eliminat.
Per la temporada 2012-13 el Club torna a fer una inversió econòmica similar per jugar les eliminatòries d'ascens a Segona A, però l'equip va transitar pels llocs intermedis de la taula durant tot el campionat i va arribar a patir per mantenir la categoria, que només va assegurar dues jornades per l'acabament. En canvi, el futbol base va proporcionar la major alegria per al club aquesta temporada: el primer equip juvenil va ascendir a Divisió d'Honor, màxima categoria del futbol juvenil, deu anys després d'aconseguir-ho per primera vegada. Fos o no pels mals resultats esportius, a l'acabament de la temporada 2012-13 el president del Club des de 2007, Fernando Crespí, i el màxim accionista del Club, Bartomeu Cursach, varen anunciar la seva retirada de la primera línia del Club.
La temporada 2013-14 fou planificada de manera molt diferent a les anteriors. La crisi institucional que sofria el club, la partida dels inversors principals i la supervivència del club en dubte varen obligar a confeccionar un equip modest econòmicament per mantenir la categoria; però des de l'inici es va situar en els primers llocs de la classificació, i fins i tot fou líder en bastants jornades. Però una recta final molt fluixa va deixar l'equip en cinquena posició i fora, per poc, dels llocs de promoció d'ascens.

### Dècada de 2010 (II). L'era Volckmann, Copa RFEF i aspiracions d'ascens a Segona Divisió A
A nivell institucional, després que els principals accionistes de l'entitat (el president Fernando Crespí i l'empresari Bartomeu Cursach) decidissin deixar de donar suport econòmic al projecte blanc-i-blau, el club va entrar en una profunda crisi institucional i econòmica que va desembocar en una intervenció judicial. La situació va marxar agreujant i l'abril de 2014 el club va entrar en concurs de creditors, amb Demetrio Madrid Alonso com a administrador concursal designat pels jutjats de Palma. El 5 de maig del mateix any el club va afrontar una junta d'accionistes decisiva i va ser escollit un consell d'administració amb socis de base, que va salvar in extremis al club de la dissolució.
Des del 2 de juny de 2014 el club passa a estar sota el control de l'empresari alemany instal·lat a Mallorca Ingo Volckmann, després que aquest adquirís el 51% del paquet accionarial. i al 28 d'octubre del mateix any el club va sortir del concurs de creditors. L'any següent, el 21 de març de 2015 va dur-se a terme una ampliació del capital social per valor de tres milions d'euros que va reafirmar el domini de la nova propietat.
En la temporada 2014-15, amb la crisi institucional resolta i la supervivència del club garantizada gràcies a l'arribada de la nova propietat, a nivell esportiu s'esperava repetir el bon paper de la temporada anterior. Però l'equip es va moure per posicions baixes durant tot el campionat, i fins i tot va patir per aconseguir la permanència fins al tram final de lliga. Finalment l'equip va quedar dotzè.
La temporada 2015-16 a Segona Divisió B va planificar-se novament per ocupar els primers llocs de la classificació i optar a l'ascens. Malgrat això, durant tot el campionat de lliga l'equip es va moure per mitja taula, sense convèncer però sense sofrir per mantenir la categoria. Finalment l'equip va ocupar la novena plaça.
Però a diferència de la competició de lliga, l'Atlètic Balears va fer una campanya brillant en una altra competició paral·lela: a la 23a edició de la Copa RFEF, amb la consecució del títol. Després de superar la fase autonòmica l'equip anà superant rondes i rivals: CF Badalona, CF Lorca Deportiva, Elx Il·licità i Gimnástica de Torrelavega fins a arribar a la final on a doble partit va imposar-se al CF Rayo Majadahonda (2–2 a Majadahonda i 1–0 a casa); d'aquesta manera el club va aconseguir el primer títol estatal de la seva història.

La temporada 2016-17 va ésser, durant bona part del curs, un calc de l'anterior. Es va tornar a confeccionar un equip amb aspiracions d'ascens, mantenint Christian Ziege com a entrenador. Però l'equip va oferir de nou un rendiment inferior a l'esperat i va transitar per la zona mitjana de la taula classificatòria, aquesta vegada sense el bàlsam que va suposar la consecució de la Copa RFEF la temporada anterior. Però el canvi d'entrenador a manca de deu jornades (Christian Ziege per Josico Moreno) va donar lloc a una remuntada espectacular que va ficar l'equip a la quarta plaça i, per tant a la promoció d'ascens a Segona Divisió en la darrera jornada del campionat. En la primera eliminatòria l'equip va superar el Club Deportivo Toledo (1–1 a casa i 1–2 a Toledo), però va caure en la segona ronda contra l'Albacete Balompié (1–1 a casa i 2–1 a Albacete).

Durant la mateixa temporada es dugueren a terme diversos actes commemoratius del 75 aniversari de la unió de Balears FC i Athletic FC. L'acte principal fou una exposició històrica al CaixaForum Palma consistent en una recopilació de fotografies, objectes i trofeus, a més de diversa documentació i referències a l'origen del 1920. Un sopar de gala va cloure els actes.
Per a la temporada 2017-18, tot i el brillant final de la temporada anterior l'entrenador Josico Moreno no va continuar en el club i el va substituir el desconegut Armando de la Morena. L'equip va oferir un rendiment por davall del que s'esperava i l'entrenador fou cessat a mitja temporada; però la situació no millorava, amb l'equip en caiguda lliure i en posicions de descens, i la salvació cada cop més lluny en la classificació. La contractació del tècnic Manix Mandiola fou providencial i va aconseguir, no sense patiment i in extremis, salvar l'equip en la darrera jornada del campionat després de refer anímica i esportivament la plantilla.
El gran al·licient de la temporada fou que l'etern rival ciutadà, el Reial Mallorca, havia descendit de categoria i se produiria un derbi en lliga després de 38 anys, una fita que va tenir fins i tot repercussió internacional. Al Camp de Son Malferit els equips empataren (0–0), i a l'Estadi de Son Moix s'imposaren els mallorquinistes per la mínima (3–2).
A pesar de la inestabilitat a nivell esportiu, en el vessant institucional les aigües baixaven tranquil·les. El màxim accionista des del 2014, Ingo Volckmann, realitzà una nova inversió econòmica mitjançant una reestructuració del capital social que confirmava i ampliava el seu domini de la SAE, i alhora assegurava el futur del club a llarg termini.
En la temporada 2018-19 es va mantenir l'artífex de la salvació, l'entrenador Manix Mandiola. Després d'un inici vacil·lant l'equip va millorar els seus resultats, va col·locar-se a la zona alta de la classificació i va arribar a ocupar posicions de promoció d'ascens a mitja temporada. En la jornada 25 l'equip va assolir el liderat del seu grup, posició que no abandonaria fins a assolir el títol de lliga a falta d'una jornada per acabar el campionat. L'equip va disputar la promoció d'ascens a Segona Divisió amb un altre campió de grup: el Racing de Santander, amb l'ascens directe en joc, però no va superar l'eliminatòria (0–0 a El Sardinero i 1–1 a Son Malferit) i es va veure obligat a disputar una segona fase de dues eliminatòries més. Primer va batre la UD Melilla (0–0 a fora i 1–0 a casa) i després li va tocar el CD Mirandés (2–0 a fora i 3–1 a casa). Degut al doble valor dels gols a camp contrari, el conjunto balearico no va assolir l'ascens i romangué a Segona Divisió B.
La temporada 2019-20 inicialment va transcórrer de manera similar a la temporada anterior. L'equip es va col·locar des del principi entre els primers classificats i va ocupar el liderat de la classificació durant gran part del campionat. Però després de la disputa de la jornada 28 i amb l'equip líder, l'11 de març de 2020 la RFEF va suspendre la competició arran la pandèmia de la COVID-19, primer durant dues setmanes i després de manera indefinida. Arran aquest fet el club va aplicar un ERTO a tota la plantilla. Posteriorment, el 6 de maig la Federació va confirmar la finalització de la lliga regular i la disputa d'una fase d'ascens simplificada que l'equip jugaria com a campió del seu grup; aquesta decisió fou ratificada posteriorment per la jutgessa única de competició. Va disputar la promoció de campions de grup contra el FC Cartagena a partit únic, al camp neutral de La Rosaleda (Màlaga), amb l'ascens directe en joc; però no va superar l'eliminatòria (0–0 i 4–3 als penals). L'equip es va veure abocat a disputar una segona fase de dues eliminatòries més, primer contra la UE Cornellà a l'Estadi Municipal de Marbella (Màlaga); però va caure derrotat de nou (0–1) i fou eliminat definitivament.
Paral·lelament, a les acaballes d'aquesta temporada el principal accionista de la SAE va dur a terme una ampliació de capital per valor de 4,7 milions d'euros amb vista a consolidar el projecte esportiu i assegurar la viabilitat econòmica de l'entitat.

### Dècada de 2020. L'era Volckmann, crisi esportiva i institucional
Per aquesta temporada la RFEF va dur a terme una reestructuració de categories a nivell estatal arran al crisi de la COVID-19 que va redistribuir els clubs en funció de la classificació obtinguda aquella temporada. Els primers ascendirien a Segona Divisió, mentre la resta serien repartits en dues noves categories: Primera Federació i Segona Federació. Els últims baixarien a Tercera, ara Tercera Federació.
La temporada 2020-21 es va planificar, com les anteriors, aspirant a l'ascens a Segona Divisió. A pesar dels bons resultats precedents, l'entrenador Manix Mandiola va abandonar el club i es va contractar Jordi Roger, provinent de la UE Cornellà i Linense, per dirigir l'equip. Els resultats no foren els esperats i a mitja temporada l'equip havia perdut les opcions d'ascens a Segona Divisió i veia perillar la seva classificació per jugar a Primera RFEF. El febrer de 2021 el segon entrenador, Xavi Calm, va agafar l'equip, assolint la classificació per la nova categoria: la Primera Federació. Mentrestant, Roger fou reubicat com secretari tècnic del club.
Per a la temporada 2021-22 l'equip s'estrenava a la Primera Federació, nou tercer nivell de competició. L'objectiu era fer campió (que ascendia directament, amb el nou format de competició) i pujar de categoria, mantenint Xavi Calm com a entrenador. L'equip es mantenia entre els quatre primers i esporàdicament assolia el liderat, però les altes expectatives creades van precipitar la destitució de l'entrenador a mitjan temporada. Calm fou substituït per Eloy Jiménez, amb qui no va millorar la situació i fins i tot l'equip va sortir de les places de la fase d'ascens. A la darrera jornada fou substituït per Jordi Roger, quedant en sisena posició, just fora de les places de promoció d'ascens.
La temporada 2022-23 es va planificar amb una retallada pressupostària important que va repercutir en la qualitat de la plantilla. Jordi Roger, qui va acabar la temporada anterior, seguia sent l'entrenador. Des del principi la singladura de l'equip fou irregular i molt diferent a temporades anteriors, transitant sempre per la zona mitja-baixa de la classificació i ocupant durant bastants jornades plaça de descens. Fins a quatre entrenadors van passar per la banqueta: l'esmentat Roger, David Sierra, Onésimo i Tato. Amb el darrer entrenador es va aconseguir una revifalla que va fer que l'equip assolís la mitja taula a manca de cinc jornades, però una nova davallada va fer que s'ho jugués tot a la darrera jornada contra la SD Logroñés, salvant la categoria in extremis (1–2).
Per la temporada 2023-24, es va reduir el pressupost encara més amb l'objectiu de salvar de categoria. Tato va seguir d'entrenador, però després d'aconseguir un punt en cinc jornades. Va agafar el seu relleu Juanma Barrero, amb qui l'equip va escalar fins a la setzena posició, però sense deixar mai la zona de descens, el qual fou suficient motiu per cessar-lo també. Durant major part de la temporada, l'Atlètic Balears ocupava les posicions més baixes de la taula i a manca de cinc jornades, amb Jaume Mut al capdavant de l'equip, es va confirmar el descens a Segona Federació, el primer descens en 15 anys i el primer des de l'arribada del màxim accionista del club, Ingo Volckmann.
Paral·lelament als resultats del primer equip, que no foren els esperats en comparació amb els obtinguts durant la dècada anterior, durant les darreres temporades es va viure una gradual degradació del clima en l'àmbit social a causa de l'escassa vinculació entre la propietat de la SAE i l'afició, així com la manca de participació d'aquesta en el funcionament de l'entitat, fet comú a moltes societats anònimes esportives en quedar l'accionariat concentrat en poques mans. Tot això es va traduir en una gradual desafecció i manca de públic a l'Estadi Balear, que els bons resultats esportius varen amagar primer i agreujar després, quan aquests van empitjorar.
Brillant paper en la Copa del Rei (2021)
Paral·lelament a la competició de lliga, l'Atlètic Balears va dur a terme una singladura brillant en l'edició de la Copa del Rei de la temporada 2021-22. Després d'eliminar el CD Calahorra (1–1 als penals), va eliminar dos equips de Primera divisió: el Getafe CF (5–0) als 1/32 de final, i el Celta de Vigo (2–1), als 1/16. Finalment va caure als vuitens de final, per la mínima, contra el València CF (0–1).
Aquesta va ser històricament la millor actuació de l'equip a la Copa, on mai havia anat tan lluny en arribar a vuitens de final i superar dos equips de Primera divisió per primer cop en la seva història (només una vegada va superar un equip de Primera: la UD Salamanca, en l'edició de 1977-78). El fet d'atendre Lliga i Copa va fer que l'equip hagués de repartir forces entre les dues competicions durant uns mesos, però el rendiment fou competitiu en ambdós tornejos. La davallada final en Lliga es va produir en el tram final de la temporada, amb l'equip ja eliminat de la Copa.

## Classificacions

### Classificacions en el Campionat de Mallorca
Des de la creació del Campionat de Mallorca el 1923 fins a la seva desaparició l'any 1940, l'equip va aconseguir els resultats següents:
| - 1923-24: 1a Categoria (3r) - 1924-25: 1a Categoria (2n) - 1925-26: 1a Categoria (2n) (*) - 1926-27: 1a Categoria (3r) - 1927-28: 1a Categoria (1r) | - 1928-29: 1a Categoria (3r) - 1929-30: 1a Categoria (2n) - 1930-31: 1a Categoria (4t) - 1931-32: 1a Categoria (2n) - 1932-33: 1a Categoria (5è) | - 1933-34: 1a Categoria (2n) - 1934-35: 1a Categoria (2n) - 1935-36: 1a Categoria (2n) - 1936-37: 1a Categoria (2n) - 1937-38: 1a Categoria (4t) | - 1938-39: 1a Categoria (2n) - 1939-40: 1a Categoria (5è) |

(*) campionat de clubs escindits 
 - Campionat de lliga

### Classificacions en la Lliga espanyola
El club ha disputat la Lliga espanyola des de 1940, amb els resultats següents:
| - 1940-41: 1a Regional (6è) (*) - 1941-42: 1a Regional (3r) (*) - 1942-43: 1a Regional (2n) - 1943-44: 3a Divisió (8è) - 1944-45: 3a Divisió (7è) - 1945-46: 3a Divisió (3r) - 1946-47: 3a Divisió (3r) - 1947-48: 3a Divisió (7è) - 1948-49: 3a Divisió (9è) - 1949-50: 3a Divisió (7è) - 1950-51: 3a Divisió (1r) - 1951-52: 2a Divisió (10è) - 1952-53: 2a Divisió (14è) - 1953-54: 3a Divisió (7è) - 1954-55: 3a Divisió (5è) - 1955-56: 3a Divisió (1r) - 1956-57: 3a Divisió (2n) - 1957-58: 3a Divisió (2n) - 1958-59: 3a Divisió (3r) - 1959-60: 3a Divisió (2n) - 1960-61: 3a Divisió (1r) | - 1961-62: 2a Divisió (10è) - 1962-63: 2a Divisió (14è) - 1963-64: 3a Divisió (2n) - 1964-65: 3a Divisió (1r) - 1965-66: 3a Divisió (2n) - 1966-67: 3a Divisió (3r) - 1967-68: 3a Divisió (1r) - 1968-69: 3a Divisió (5è) - 1969-70: 3a Divisió (8è) - 1970-71: 3a Divisió (17è) - 1971-72: 3a Divisió (10è) - 1972-73: 3a Divisió (19è) - 1973-74: Reg. Preferent (3r) - 1974-75: Reg. Preferent (1r) - 1975-76: 3a Divisió (15è) - 1976-77: 3a Divisió (6è) (**) - 1977-78: 2a Divisió B (20è) - 1978-79: 3a Divisió (17è) - 1979-80: 3a Divisió (13è) - 1980-81: 3a Divisió (19è) - 1981-82: Reg. Preferent (3r) | - 1982-83: Reg. Preferent (1r) - 1983-84: 3a Divisió (4t) - 1984-85: 3a Divisió (3r) - 1985-86: 3a Divisió (2n) - 1986-87: 3a Divisió (2n) (***) - 1987-88: 2a Divisió B (12è) - 1988-89: 2a Divisió B (6è) - 1989-90: 2a Divisió B (20è) - 1990-91: 3a Divisió (3r) - 1991-92: 3a Divisió (3r) - 1992-93: 3a Divisió (8è) - 1993-94: 3a Divisió (2n) - 1994-95: 3a Divisió (2n) - 1995-96: 3a Divisió (3r) - 1996-97: 3a Divisió (2n) - 1997-98: 3a Divisió (1r) - 1998-99: 3a Divisió (4t) - 1999-00: 3a Divisió (1r) - 2000-01: 3a Divisió (1r) - 2001-02: 3a Divisió (1r) - 2002-03: 3a Divisió (8è) | - 2003-04: 3a Divisió (9è) - 2004-05: 3a Divisió (19è) - 2005-06: Reg. Preferent (1r) - 2006-07: 3a Divisió (6è) - 2007-08: 3a Divisió (1r) - 2008-09: 2a Divisió B (20è) - 2009-10: 3a Divisió (1r) - 2010-11: 2a Divisió B (13è) - 2011-12: 2a Divisió B (1r) - 2012-13: 2a Divisió B (11è) - 2013-14: 2a Divisió B (5è) - 2014-15: 2a Divisió B (12è) - 2015-16: 2a Divisió B (9è) - 2016-17: 2a Divisió B (4t) - 2017-18: 2a Divisió B (15è) - 2018-19: 2a Divisió B (1r) - 2019-20: 2a Divisió B (1r) - 2020-21: 2a Divisió B - 2021-22: 1a Federació (6è) - 2022-23: 1a Federació (14è) - 2023-24: 1a Federació (19è) |

 - Campionat de lliga 

 - Ascens 

 - Descens
(*) Disputava els seus partits com a Balears FC 
(**) La Segona Divisió B fou creada la temporada 1977-78, i fruit de la reestructuració l'equip va ascendir.
(***) La Segona Divisió B fou ampliada la temporada 1987-88 i l'equip va pujar directament.

### Copa del Rei
El club s'ha classificat per jugar el torneig depenent de la classificació obtinguda en lliga la temporada anterior.
| - 1920-1943: no va participar - 1943-44: 2a ronda - 1944-45: no va participar - 1945-46: no va participar - 1946-47: no va participar - 1947-48: 2a ronda - 1948-49: 1a ronda - 1949-50: no va participar - 1950-51: no va participar - 1951-52: no va participar - 1952-53: 1a ronda - 1953-54: no va participar - 1954-55: no va participar - 1955-56: no va participar - 1956-57: no va participar - 1957-58: no va participar - 1958-59: no va participar - 1959-60: no va participar - 1960-61: no va participar - 1961-62: 2a ronda (1/32) - 1962-63: 2a ronda (1/16) | - 1963-64: no va participar - 1964-65: no va participar - 1965-66: no va participar - 1966-67: no va participar - 1967-68: no va participar - 1968-69: no va participar - 1969-70: 2a ronda - 1970-71: 1a ronda - 1971-72: 1a ronda - 1972-73: 1a ronda - 1973-74: no va participar - 1974-75: no va participar - 1975-76: 1a ronda - 1976-77: 1a ronda - 1977-78: 2a ronda - 1978-79: 1a ronda - 1979-80: 3a ronda - 1980-81: no va participar - 1981-82: no va participar - 1982-83: no va participar - 1983-84: no va participar | - 1984-85: no va participar - 1985-86: 2a ronda - 1986-87: 3a ronda (1/16) - 1987-88: 1a ronda - 1988-89: 3a ronda (1/32) - 1989-90: no va participar - 1990-91: 4a ronda (1/32) - 1991-92: 1a ronda - 1992-93: 2a ronda - 1993-94: no va participar - 1994-95: no va participar - 1995-96: no va participar - 1996-97: no va participar - 1997-98: no va participar - 1998-99: no va participar - 1999-00: no va participar - 2000-01: 1a ronda - 2001-02: 1a ronda - 2002-03: 1a ronda - 2003-04: no va participar - 2004-05: no va participar | - 2005-06: no va participar - 2006-07: no va participar - 2007-08: no va participar - 2008-09: 1a ronda - 2009-10: no va participar - 2010-11: 1a ronda - 2011-12: no va participar - 2012-13: 1a ronda - 2013-14: no va participar - 2014-15: 1a ronda - 2015-16: no va participar - 2016-17: no va participar - 2017-18: 2a ronda - 2018-19: no va participar - 2019-20: 1a ronda - 2020-21: 1a ronda - 2021-22: 1/8 final - 2022-23: 1a ronda - 2023-24: no va participar |

Les seves campanyes més destacades varen ser les següents:
- Temporada 1961-62: 2a ronda (1/16 de final), eliminat pel CD Tenerife (3–0 a fora i 1–0 a casa)
- Temporada 1962-63: 2a ronda (1/16 de final), eliminat pel CD Tenerife (3–0 a fora i 1–0 a casa)
- Temporada 1979-80: 3a ronda, eliminat pel CE Sabadell (7–1 a fora i 0–2 a casa)
- Temporada 1986-87: 3a ronda (1/16 de final), eliminat pel RCD Mallorca (2–4 a casa, partit únic -més pròrroga-)
- Temporada 1988-89: 3a ronda (1/32 de final), eliminat pel Recreativo de Huelva (0–1 a casa i 3–0 a fora)
- Temporada 1990-91: 4a ronda (1/32 de final), eliminat pel Deportivo de la Coruña (0–0 a casa i 1–0 a fora)
- Temporada 2021-22: 4a ronda (1/8 de final), eliminat pel València CF a partit únic (0–1 a casa)

### Copa Federació
Des de la creació del torneig de Copa Federació la temporada 1993-94, el club ha tingut un paper destacat en tres ocasions (2001-02, 2002-03 i 2014-15) i va proclamar-se campió en una edició (2015-16):
| - 1993-94: no va participar - 1994-95: no va participar - 1995-96: no va participar - 1996-97: no va participar - 1997-98: no va participar - 1998-99: no va participar - 1999-00: no va participar - 2000-01: 1/16 final | - 2001-02: Semifinalista - 2002-03: 1/4 final - 2003-04: no va participar - 2004-05: no va participar - 2005-06: no va participar - 2006-07: no va participar - 2007-08: no va participar - 2008-09: 1/64 final | - 2009-10: 1/32 final - 2010-11: 1/32 final - 2011-12: no va participar - 2012-13: retirat - 2013-14: no va participar - 2014-15: 1/4 final - 2015-16: Campió - 2016-17: 1/16 final | - 2017-18: no va participar - 2018-19: no va participar - 2019-20: no va participar - 2020-21: no va participar - 2021-22: no va participar - 2022-23: no va participar - 2023-24: no va participar |

Campanyes més destacades:
- La temporada 2001-02 fou eliminat pel Celta de Vigo B (2–0 a casa i 3–0 a fora)
- La temporada 2002-03 fou eliminat pel Llevant UE (3–0 a fora i 2–0 a casa)
- La temporada 2014-15 fou eliminat pel Real Unión Club de Irún (2–1 a casa i 4–2 fora)
- La temporada 2015-16 va proclamar-se campió contra el CF Rayo Majadahonda (2–2 fora i 1–0 a casa)

## Presidents
| - Bartomeu Llabrés Albertí (1920-22) - Jaume Llabrés Morey (1922-23) - Gabriel Viñas Morant (1923-24) - Cristòfol Lliteras Tous (1924-25) - Antoni Miquel Puig (1925-26) - Josep Jordà Alós (1926) - Jaume Guasp (1926-28) - Jaume Perotti Trulls (1928-29) - Lluís Fiol Alorda (1929-30) - Jaume Perotti Trulls (1930) - Antoni Estarellas (1930) - Jaume Perotti Trulls (1930-31) - Rafel Estarellas Perelló (1931) - Josep Ensenyat Alemany (1931-33) - Damià Adrover PIcornell (1933-36?) - Joan Serra Mulet (1938?-40) - Damià Adrover Picornell (1940) - Pere Serra Cladera (1940-43) - Josep Ramon Serra (1943-44) - Francesc Tomàs Cañellas (1944-47) - Josep Móra Grisol (1947-49) | - Josep Roses Rovira (1949-49) - Antoni Castelló Salas (1949-52) - Joan Roca Rubicós (1952-53) - Gabriel Ferrer Homar (1953-54) - Gabriel Genovart Riera (1954-58) - Rafel Vaquer Julià (1958-59) - Salvador Llopis Lorenzón (1959-60) - Joan Blascos Serra (1960-62) - Sebastià Grimalt Riera (1962-64) - Antoni Mestres Moll (1964-65) - Fernando Gómez Gómez (1965-66) - Jaume Planas Ferrer (1966-69) - Joan Morro Albertí (1969-70) - Gabriel Genovart Riera (1970-71) - Jeroni Petro Alemany (1971-72) - Comissió gestora (1972-73) - Antoni Mestres Moll (1973-74) - Comissió gestora (1974) - Jeroni Petro Alemany (1974-80) - Modest Subirana Cobos (1980-81) - Comissió gestora (1981) | - Joan Morro Albertí (1981-84) - Andreu Amer (1984-85) - Comissió gestora (1985) - Damià Estelrich Dalmau (1985-86) - Bartomeu Planisi Pons (1986-88) - Ramón Galante Roig (1988-89) - Comissió gestora (1989-93) - Josep de la Torre (1993-96) - Tomàs Cano Pascual (1996-98) - Miguel Ángel Gómez (1998-2002) - Josep Jurado (2002-03) - Miguel Ángel Gómez (2003-05) - Comissió gestora (2005) - Damià Estelrich Dalmau (2005-07) - Fernando Crespí Luque (2007-13) - Daniel Fiol Lustenberger (2013-14) - Fernando Crespí Luque (2014) - Joan Palmer Llabrés (2014) - Antoni Garau Bonnín (2014-15) - Ingo Volckmann (2015-) |

## Símbols

### Himne
La música i lletra de l'himne actual són obra de Pere Cladera. Originalment cantat en castellà, la versió en català (1996) és obra de Rafel Pericàs Ballester i és la que actualment s'escolta en partits i actes oficials del club.

### Escut

Escut, versió en català

L'escut utilitzat des de la unió entre Balears FC i Athletic FC (1942) ha estat bàsicament el mateix, limitant-se a canvis de caràcter estètic al llarg del temps per actualitzar la seva imatge.
La part superior té forma circular convexa i acabada en punta als seus escaires. Per baix la seva forma és arrodonida, però acabada en punta. En els seus primers anys l'escut va tenir l'extrem inferior totalment rodó fins als anys 60 que canvià per la forma actual.
L'escut consta de tres parts dividides horitzontalment:
- A la part superior hi figura un castell o fortificació rodejada per un entorn blanc-i-blau de mar, cel i níguls. El dibuix ha anat canviant tant a la seva forma com als detalls, així com la forma dels níguls.
- La part inferior consta d'un fons blanc trespassat per tres franges blaves verticals. Aquesta distribució i disseny no ha viscut cap variació des dels inicis.
- La part central, de forma rectangular i ampliada de forma circular al centre, està reservada al nom del Club. El tipus de lletra, i especialment les sigles C. D. (de Club Deportivo) han canviant constantment, des de l'escriptura a mà inicial fins a la tipografia actual.

Sobre l'escut hi ha una pilota de futbol que sobresurt parcialment. Sempre ha mantengut el dibuix de l'antic esfèric emprat fins als anys 60 i a cada disseny la pilota ha sobresortit més o menys de l'escut.
Als darrers anys també han sorgit diverses versions de l'escut amb el nom en català, no oficials.
Evolució de l'escut del club des de la fundació del Baleares FC fins als nostres dies: primer escut (1920-42), anys 40-50, anys 60-70, anys 80-90 i l'actual.

### Uniforme
Uniforme titular: Camiseta blanc-i-blava a franges verticals, calçons blancs i calces blaves.

Segon uniforme: Camiseta, calçons i calces grocs.
Al llarg de la seva història, l'equip ha dut les següents indumentàries: (*)
| 1920-1921 | 1921-1948 | 1948-1957 | 1957-1959 |
| 1959-1962 | 1962-1965 | 1965-1973 | 1973-1985 |
| 1985-1998 | 1998-2005 | 2005-2007 | 2007-2009 |
| 2009-2011 | 2011-2014 | 2014-2016 | 2016-2017 |
| 2017-2018 | 2018-2019 | 2019-2020 | 2020-2021 |
| 2021-2022 |           |           |           |

A les temporades 1951-52, 1961-62, 1963 a 1965, 1972 a 1975, 1981-82 i 1985-86 l'equip va dur esporàdicament calçons blaus.

A les temporades 1952-53 a 1957-58 i 1961-62 les calces duien franges horitzontals blanques i blaves.
(*) Evolució extreta a partir de les fotografies del llibre "L'Atlètic Baleares. La història en imatges" (2011) d'Antoni Salas Fuster.

### Mascota

Ferreret, la mascota del Club

La mascota del Club és el Ferreret. Fou creat pel dibuixant i caricaturista Antoni Bibiloni Palmer, més conegut al món artístic com Bibi. Va ser creada durant la presidència de Tomàs Cano (1996-98) i des de llavors el dibuix ha estat un dels símbols més populars i representatius del Club. Està basat en un ferreret (Alytes Muletensis), un amfibi endèmic de Mallorca.
A la temporada 2009-10 es va presentar una nova versió del Ferreret com a ninot d'animació, el qual apareixia durant els partits que l'equip jugava a l'Estadi Balear o per altres actes festius del Club.
El seu creador va cedir els drets del Ferreret a la Fundació Atlètic Balears, la qual és responsable d'administrar i gestionar la seva imatge. Actualment està present principalment a articles de marxandatge del Club.

## Estadi

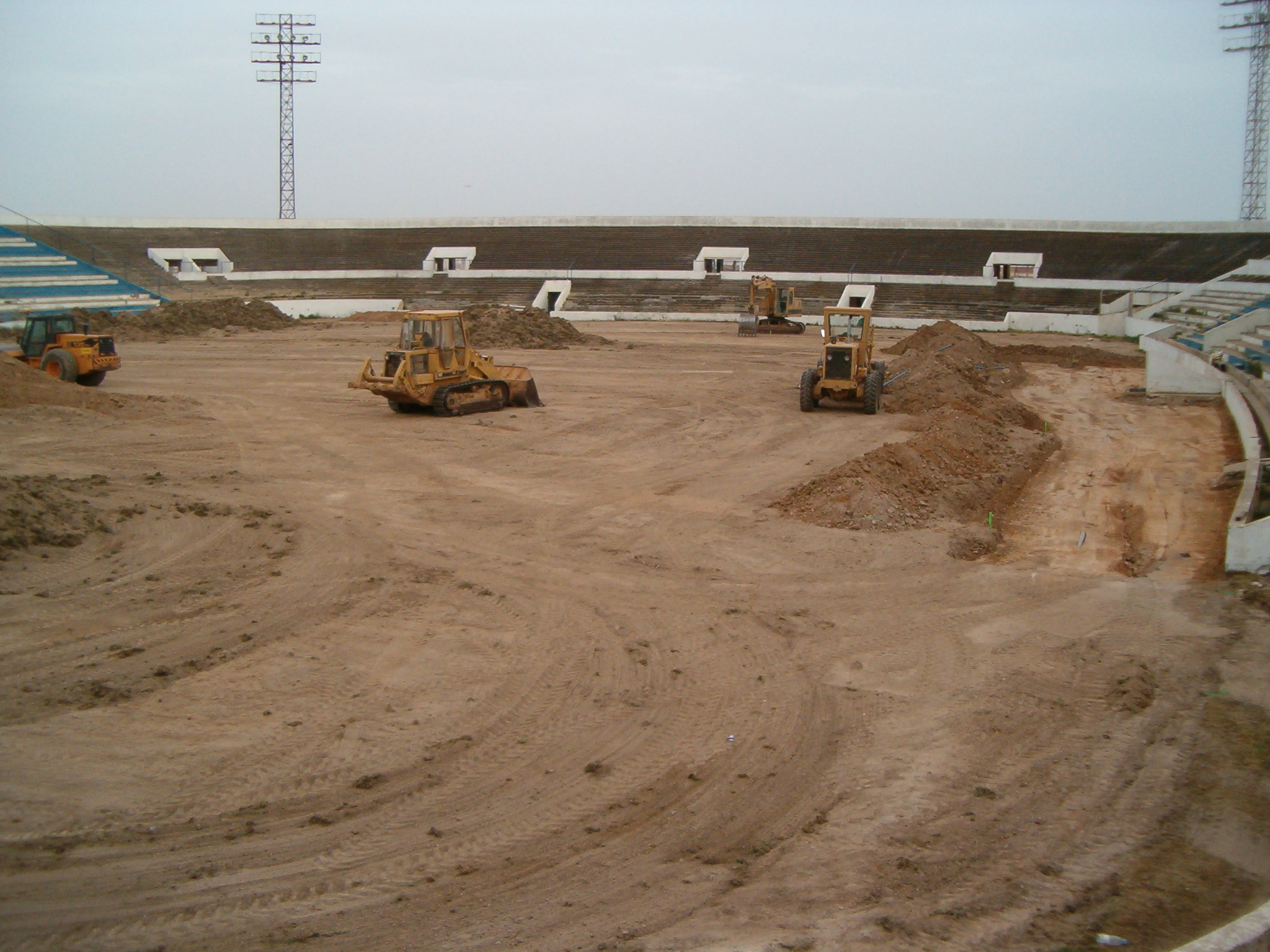
Obres dutes a terme a l'Estadi Balear al llarg de l'any 2006

L'equip va jugar inicialment de franc a l'entrepista del Velòdrom del Tirador (1920-21), recinte esportiu de mesures no reglamentàries. Al cap de poc temps va reallotjar-se en el camp de sa Síquia Reial (on ja havia jugat el Mallorca FC, un dels dos clubs fusionats que l'havien precedit) entre 1921 i 1923. Atès el creixement del club es va construir un nou camp a Son Canals que fou inaugurat el 24 de juliol de 1924 en el barri homònim. Va estar en servei fins a la inauguració de l'Estadi Balear, el 1960.

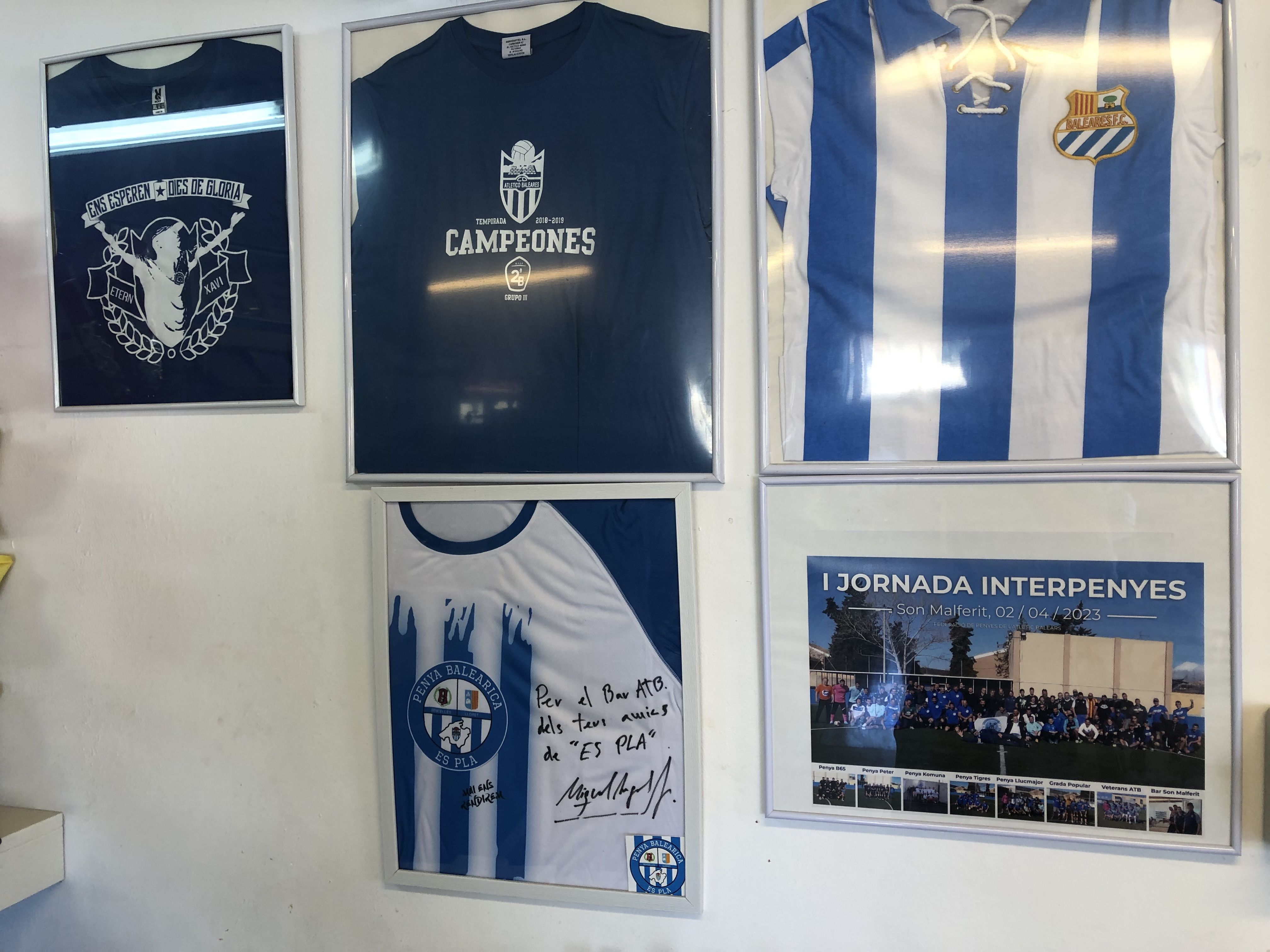
Decoracions i samarretes del CE Atlètic Balears al bar de l'Estadi Balear.

L'Estadi Balear ha estat el terreny de joc on el club ha disputat els seus partits oficials des de 1960 fins a 2013, amb l'excepció de la temporada 2004-05 que, per problemes amb la propietat, l'equip jugà al Poliesportiu Germans Escales. L'Estadi Balear fou inaugurat el 8 de maig de 1960 amb un partit contra l'equip anglès del Birmingham City FC, que guanyaren els locals per 2–0. El 2013 va ser clausurat per l'Ajuntament de Palma per perill d'esbucament. El 2017 el club i l'Ajuntament de Palma arribaren a un acord per a remodelar-lo: el club es faria càrrec de la reforma íntegra, mentre que l'Ajuntament assumia els costs de la gespa natural i la il·luminació del camp. A més, per un acord amb els accionistes de la Procampo, la societat propietària del camp, el camp passà a ser propietat del club i, a canvi, els copropietaris obtengueren permís per entrar a l'estadi de franc els pròxims cinquanta anys. A final del mateix any començaren oficialment les obres, que s'allargaren tot el 2018 i finalment fou reinaugurat dia 1 de setembre de 2019, en el partit corresponent a la segona jornada de lliga quan el camp encara estava en obres.
Per mor de la clausura de l'estadi, durant la temporada 2013-14 l'equip va jugar transitòriament al camp municipal de Magaluf, al municipi veí de Calvià. De la temporada 2014-15 fins a la 2018-19 jugà al Camp de Son Malferit de Palma, no gaire lluny de l'Estadi Balear.

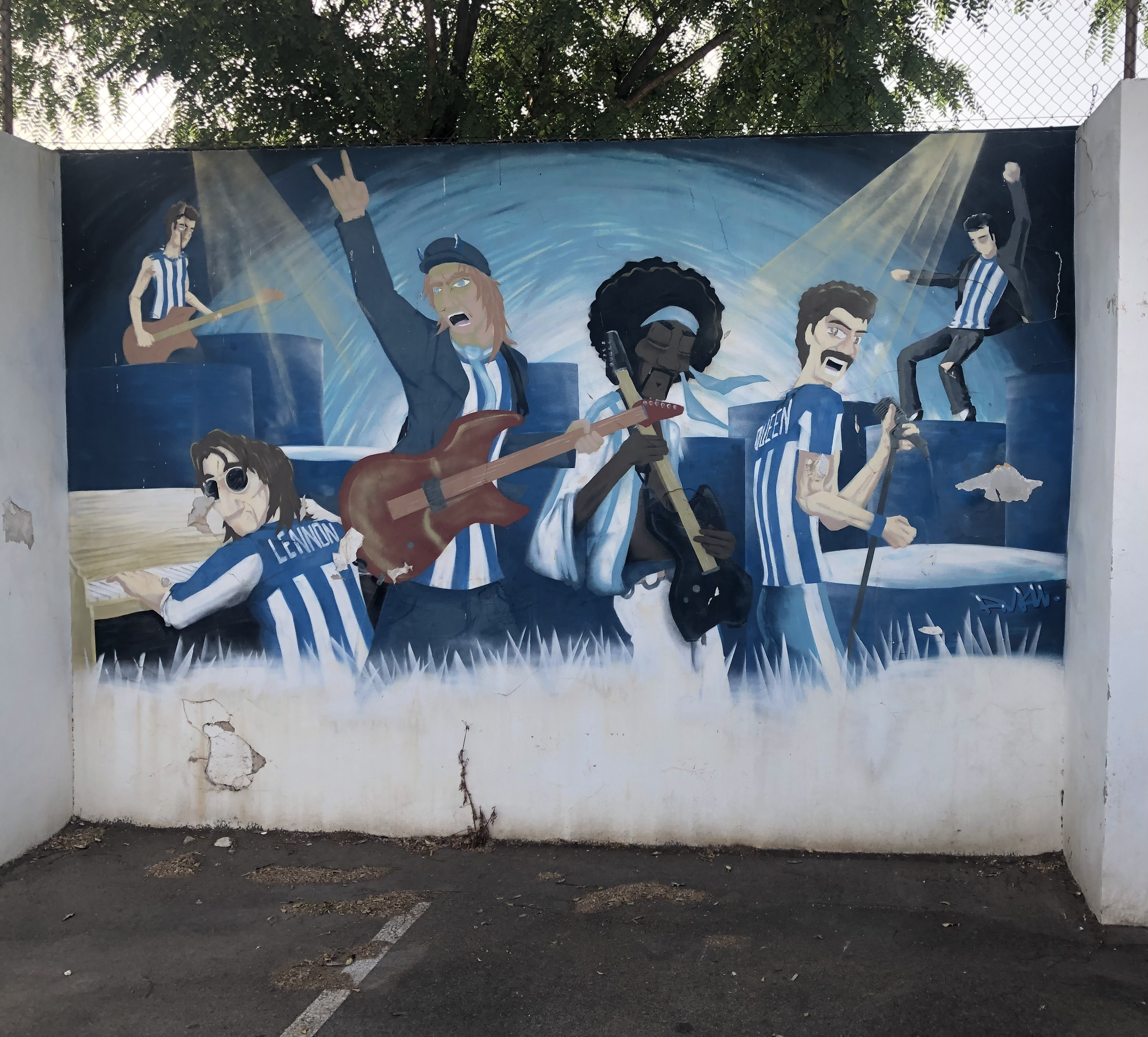
Un mural d'artists famosos amb la samarreta del CE Atlètic Balears en una de les parets al Camp de Son Malferit.

### Procampo

Logo de la Procampo

La Procampo és una comunitat de propietaris que agrupava els posseïdors d'accions de l'Estadi Balear, terreny de joc on hi juga el club des de la inauguració, el 1960, fins 2017.
A principi de 1959 es varen emetre 1.000 títols de 10.000 pessetes i 1.000 de 5.000 pessetes per finançar l'adquisició dels terrenys i la construcció d'un nou estadi que l'any 1960 substituiria el vell camp de Camp de Son Canals. D'aquesta manera tots els compradors de títols es varen convertir en petits accionistes de l'empresa que gestionaria el nou estadi i que així ho ha anat fent fins a l'actualitat. Amb el pas del temps aquests títols de propietat es convertiren en hereditaris, malgrat que mai ha existit un cens d'accionistes exhaustiu.
El 5 de juny de 2017, l'assemblea general d'accionistes de la Procampo va aprovar de transferir a la Fundació Atlètic Balears els títols de propietat esmentats, la qual cosa va desbloquejar la reforma i rehabilitació de l'Estadi Balear.

## Dades del Club

### Temporades
- Temporades a Segona Divisió (4): 1951-52, 1952-53, 1961-62 i 1962-63
- Temporades a Primera Federació (2): 2021-22 i 2022-23
- Temporades a Segona Divisió B (16): 1977-78, 1987-88, 1988-89, 1989-90, 2008-09 i 2010-11 a 2020-21
- Temporades a Tercera Divisió (53): 1943 a 1951, 1953 a 1961, 1963 a 1973, 1975 a 1977, 1978 a 1981, 1984 a 1987, 1990 a 2005, 2006 a 2008 i 2009-10
- Temporades a Regional Preferent (5): 1973-74, 1974-75, 1981-82, 1982-83 i 2005-06
- Temporades a Primera Regional (3): 1940-41, 1941-42 i 1942-43
- Temporades en el Campionat de Balears de futbol (17): de 1923-24 a 1939-40
- Millor classificació a la lliga: 10è (Segona Divisió, temporades 1951-52 i 1961-62)

## Organigrama esportiu

### Històric d'entrenadors
| - Gabriel Planas (ca. 1923) - Ramon Marcet (ca. 1934) - Natalio Comas Rotger (1934-35?) - Nicolau Font Pujol, Pitxitxi (1940-42?) - Antoni Sorribas (1942-44) - Gabriel Bonnín Bonnín, Xato (1944-46) - Sebastià Alzamora Mateu (1946-48) - Manel Cros Grau (1948) - Pere Solé Junoy (1948-49) - Esteve Platko Kopiletz (1949-50) - Joan Obiol (1950) - Gaspar Rubio Meliá (1950-52) - Andreu Quetglas (1952-53) - Gabriel Bonnín Bonnín, Xato (1953) - Pau Vidal (1953) - Manel Belenguer (1953-54) - Antoni Ferrer (1954) - Gabriel Bonnín Bonnín, Xato (1954-56) - Jaume Brondo Ferrer (1955-57) - Antoni Barceló (1957) - Joan Navarro (1957-58) - Jaume Brondo Ferrer (1958) - Joan Navarro (1958-59) - Juan Beltrán (1959-60) - Joan Navarro (1960-61) - Alfonso Aparicio Gutiérrez (1961-62) - Satur Grech Pomares (1962) - Josep Valera (1962-63) - Dagoberto Moll Sequeira (1963-64) - Andreu Quetglas (1964) - Gabriel Sunyer (1964-65) - Enric Rabassa Llompart (1965-66) - Josep Valls (1966) - Gabriel Sunyer (1966-67) - Juanito Vázquez Toledo (1967) - Mariano García, Marianín (1967-68) | - Manuel Martín Vences (1968-69) - Àngel Cobo (1969) - Enric Agustí (1969-70) - Desiderio Herrero (1970) - Jaume Arqué Ballester (1970-72) - Francesc Serra (1972) - Enric Agustí (1972) - Antonio Oviedo Saldaña (1972-73) - Josep Calvo (1973) - José Pinto Rosas (1973) - Francesc Serra (1973-74) - Antonio Oviedo Saldaña (1974-75) - Vicente Sasot Fraucà (1975-76) - Antonio Oviedo Saldaña (1976-78) - Juan Pérez Nieto (1978-79) - Joan Tauler (1979) - Hugo Villamide (1979) - Josep Jaume Alzamora (1979-80) - Llorenç Barceló (1980) - Àngel Cobo (1980-81) - Fernando Sánchez Alexanko (1981) - Francesc Amengual, Paco (1981-82) - Andreu Quetglas Borràs (1982) - Manuel Martín Vences (1982-83) - Jaume Cano Nicolás (1983) - Manuel Martín Vences (1983-85) - Antonio Oviedo Saldaña (1985-86) - Santiago Araújo Barriuso (1986) - Manuel Martín Vences (1986-88) - Ignacio Martín Esperanza (1988-90) - Luis Cela Bustabad (1990) - Ignacio Goyenechea Ocáriz, Chea (1990-92) - Francisco Solera (1992-93) - Antoni Campoy (1993-95) - Miguel Magaña (1995-97) - Miquel Crespí Soler (1997-2001) | - Benigno Sánchez Yepes (2001-02) - Nicolás López Vidal (2002-03) - Francisco Javier Clos Orozco (2003-04) - Juan López Castillo (2004) - Miquel Bestard (2004) - Lluís Espinosa Llamas (2004) - Josep Garrido & Josep Manchón (2004-05) - Antoni Amor Fernández (2005-07) - Tomàs Gibert Requena (2007-08) - Antoni Cazorla Reche (2008) - Francisco López Alfaro (2008-09) - Francesc Txitxi Soler Atencia (2009) - Pere Mariano García Perelló (2009) - Ángel Pedraza Lamilla (2009-10) - Goran Milojević (2010) - Gustavo Siviero (2010-12) - Josep Sansó Nicolau (2012-13) - Francesc Txitxi Soler Atencia (2013) - Nicolau López Vidal (2013-15) - Gustavo Siviero (2015) - Christian Ziege (2015-17) - Josico Moreno (2017) - Armando de la Morena (2017) - Horacio Melgarejo (2017-18) - Manix Mandiola (2018-20) - Jordi Roger Ceballos (2020-21) - Xavier Calm Sans (2021-22) - Eloy Jiménez Moreno (2022) - Jordi Roger Ceballos (2022) - David Sierra (2022) - Onésimo Sánchez (2022-23) - Josep A. García Escudero, Tato (2023) - Juanma Barrero (2023-24) - Jaume Mut Roselló (2024-25) - Luis Blanco (2025-) |

## Equip femení
El primer equip femení juga a la Primera Federació, segon nivell del futbol femení espanyol. Disputa els seus partits al Camp de Son Malferit.
Va tenir un precedent la temporada 1984-85, però no va tenir continuïtat més enllà d'aquella temporada. Per a la temporada 2018-19 es va crear la secció actual, amb un equip a categoria regional que va aconseguir ascendir a la Primera Nacional aquesta mateixa temporada. El 2019 es va crear un segon equip i el 2020, un tercer.

## Categories inferiors

### Equip filial
El club ha tingut segon equip en diverses fases de la seva història. Des dels anys 20 el Balears FC (després Atlètic Balears) va tenir un equip reserva que va mantenir-se fins als anys 50. Durant els anys 60 va tenir com a equip vinculat el CE Sant Xavier, que exercí d'equip filial. Aquest equip vestia íntegrament de groc, per la qual cosa es va adoptar aquest color com a segona equipació en força ocasions des de llavors.
Entre 1990 i 2000 va existir el CE Atlètic Balears B, que va jugar a categories regionals:
| - 1990-91: 3a Regional, Gr. A (4t) - 1991-92: 3a Regional (2n) - 1992-93: 2a Regional (4t) | - 1993-94: 1a Regional (1r) - 1994-95: Reg. Preferent (19è) - 1995-96: 1a Regional (11è) | - 1996-97: 1a Regional (6è) - 1997-98: 1a Regional (12è) | - 1998-99: 1a Regional (6è) - 1999-00: 1a Regional (11è) |

En els últims anys el club ha establert convenis de filiació amb clubs de Tercera Divisió. Primer amb el CE Montuïri el 2011, y més recentment amb el CE Santanyí el 2018, fent així d'enllaç entre la categoría juvenil y el primer equip.

### Futbol base
El club manté un ampli futbol base que comprèn totes les edats. Els titulares són el mateix Atlètic Balears y el Balears Futbol Club, entitat vinculada i totalment integrada en el organigrama esportiu. A pesar de l'elevat nombre d'equips, el futbol base del club sempre ha estat limitat per la inexistència d'una ciutat esportiva pròpia. Fins al moment ha estat resolt amb el lloguer d'altres terrenys de joc.
- Juvenil A (Divisió d'Honor)
- Juvenil B (Lliga Nacional)
- Cadet A (Primera Regional)
- Cadet B (Primera Regional) (*)
- Infantil A (Primera Regional)
- Infantil B (Primera Regional) (*)
- Infantil C (Segona Regional)
- Aleví A (Preferent)
- Aleví B (Preferent) (*)
- Aleví C (Primera Regional) (*)
- Benjamí A (Primera Regional)
- Benjamí B (Primera Regional) (*)
- Benjamí C (Segona Regional) (*)
- Prebenjamí A (Grup Palma)
- Prebenjamí B (Grup Palma) (*)
- Prebenjamí C (Grup Palma) (*)

(*) Competeixen com a Balears Futbol Club

## Veterans
L'Associació de Futbolistes Veterans de l'Atlètic Balears fou creada el 14 de maig de 2011. Va jugar el seu primer partit oficial a l'Estadi Balear el 5 de novembre d'aquell any contra els veterans del FC Barcelona (1–2) i des de llavors ha disputat una gran quantitat de compromisos contra equips d'exfutbolistes.
Entre 2012 i 2015 l'equip va participar en la lliga de veterans promoguda oficialment per la federació balear.
- 2012-13: Campió (L) i semifinalista (E)
- 2013-14: Campió (L)
- 2014-15: Subcampió (L)

(L): competició de lliga. (E): eliminatòries pel títol

## Palmarès
El palmarès del club a nivell nacional comprèn tres campionats de grup de Segona Divisió B, una Copa RFEF, a més de 11 títols i 10 subcampionats de Tercera Divisió. A nivell regional ha assolit un subcampionat del Campionat de Balears de futbol, un Campionat de Mallorca i 9 subcampionats. Pel que fa a la competició femenina el club posseeix dos campionats regionals.
Nota: en negreta competicions vigents en l'actualitat.
| Competició estatal   | Títols                                                                                              | Subcampionats                                                                            |
| -------------------- | --------------------------------------------------------------------------------------------------- | ---------------------------------------------------------------------------------------- |
| Segona Divisió B (3) | 2011-12, 2018-19 (Grup 3), 2019-20 (Grup 1)                                                         | --                                                                                       |
| Copa RFEF (1)        | 2015-16                                                                                             | --                                                                                       |
| Tercera Divisió (11) | 1950-51, 1955-56, 1960-61, 1964-65, 1967-68, 1997-98, 1999-2000, 2000-01, 2001-02, 2007-08, 2009-10 | 1956-57, 1957-58, 1959-60, 1963-64, 1965-66, 1985-86, 1986-87, 1993-94, 1994-95, 1996-97 |

| Competició regional                | Títols                    | Subcampionats                                                                     |
| ---------------------------------- | ------------------------- | --------------------------------------------------------------------------------- |
| Campionat de Balears               | --                        | 1927-28                                                                           |
| Campionat de Mallorca (1)          | 1927-28                   | 1924-25, 1925-1926, 1929-30, 1931-32, 1933-34, 1934-35, 1935-36, 1936-37, 1938-39 |
| Copa President de la República (2) | 1935, 1936                | --                                                                                |
| Lliga Mallorca (2)                 | 1939, 1943                | 1936                                                                              |
| Regional Preferente (3)            | 1974-75, 1982-83, 2005-06 | --                                                                                |
| Primera Regional                   | --                        | 1942-43                                                                           |
| Copa RFEF (fase autonòmica) (2)    | 2009-10, 2015-16          | 2003-04                                                                           |

| Competició femenina  | Títols  | Subcampionats |
| -------------------- | ------- | ------------- |
| Lliga Regional (1)   | 1984-85 | --            |
| Lliga Autonòmica (1) | 2018-19 | --            |

| Altres competicions         | Títols | Subcampionats                                                                                       |
| --------------------------- | --- | --------------------------------------------------------------------------------------------------- |
| Trofeu Nicolau Brondo (29)  | 1966, 1967, 1970, 1974, 1975, 1977, 1979, 1980, 1987, 1989, 1991, 1996 a 1999, 2001, 2004, 2007, 2010 a 2021 | 1968, 1969, 1971, 1972, 1973, 1978, 1981-1986, 1993, 1994, 2000, 2002, 2003, 2005, 2008, 2009, 2022 |
| Trofeu de s'Agricultura (4) | 2007, 2008, 2011, 2014                                                                                       | 2010                                                                                                |
| Copa Uruguai (4)            | 1959, 1966, 1967, 1968                                                                                       | 1964, 1965                                                                                          |
| Copa Ajuntament             | -- | 1921                                                                                                |

## Trofeu Nicolau Brondo
El Trofeu Nicolau Brondo és un torneig d'estiu organitzat pel club des de 1966 que serveix de presentació oficial del primer equip abans de començar la temporada. El seu nom es deu al periodista esportiu Nicolau Brondo Ferrer (1920-1965), habitual seguidor i cronista de l'equip. Actualment és el trofeu més antic d'aquestes característiques que es juga a les Illes Balears.

## Penyes i massa social
Les penyes són agrupacions d'aficionats que mantenen l'afició als colors del club, aglutinen la seva massa social i projecten socialment arreu el sentiment balearico. Històricament el club sempre ha gaudit de penyes de seguidors des de la seva fundació, establertes a diversos locals de la ciutat. La penya que més popularitat va assolir ha estat la del Bar Pasaje (c/ Sindicat, 57), creada vers l'any 1943 i activa fins al 1971 quan el bar va tancar les portes. Altres penyes varen ser les del Bar Avenida (a les Avingudes), Bar Vidal (c/ Aragó, 89), Bar Gomila (pl. de Pere Garau), i Bar Baleares (c/ Aragó, 73). També hi havia establiments als barris de Santa Catalina i el Vivero.
El setembre de 2024, L'Atlètic Balears va anunciar que tenia 2.060 socis.

### Federació de Penyes
La Federació de Penyes de l'Atlètic Balears (FPATB) es va fundar l'octubre de 2010. Actualment agrupa a gairebé totes les penyes existents i és un ens totalment independent del club.
Els seus objectius principals són els següents:
- Coordinar les activitats de les diferents penyes.
- Defensar els interessos de penyes i aficionats.[177]
- Intercanviar informació sobre les seves activitats.
- Fomentar la germanor entre les penyes i amb altres associacions afins.
- Organitzar o participar en actes culturals, esportius o recreatius.
- Planificar l'animació durant els partits o als desplaçaments fora camp.

En suma, la Federació pretén promoure i mantenir la celebració de qualsevol activitat relacionada amb el club, així com ajudar aficionats i penyistes en tot el que fos necessari.

### Penyes
L'any 2024 hi havia 16 penyes de l'Atlètic Balears, de les quals 10 pertanyen a la Federació de Penyes. A grans trets es poden dividir en tres grups: penyes de Palma, de la Part Forana de Mallorca i de fora l'illa.
Penyes palmesanes
- Penya Balearica Marga Fullana
- Penya Balearica Tolo Capellà
- Penya Blanc-i-blava ATB 1942
- Penya Blanc-i-blava Blanquerna 65 (en el futur, Penya Blanc-i-blava Bernat Vallori)
- Penya Fanàtiks
- Penya Jogo Bonito
- Penya Komuna Balearika
- Penya Los Tigres
- Penya Peter

Penyes de la Part Forana
- Penya Balearica de Cardiff (Santa Ponça)
- Penya Balearica de Llucmajor (Llucmajor)
- Penya Balearica Es Pla (Sencelles)
- Penya Balearica d'Artà - Xavi Ginard (Artà)
- Penya Blanc-i-blava de Llevant (Manacor)

Penyes de fora de Mallorca
- Peña Balearicos de Corazón (Cartagena, Múrcia)
- Penya Ferreret (Logronyo, La Rioja)

## Fundació Atlètic Balears

Logo de la Fundació

La Fundació Atlètic Balears és una entitat vinculada al club sense ànim de lucre, creada el 21 setembre de 2007. Fou inscrita al Registre Únic de Fundacions de las Illes Balears el 17 de novembre de 2008 amb CIF G-57526402.

### Història
L'origen de crear una fundació es remunta a finals del segle xx. El 1999 l'escriptor i poeta Guillem Soler va organitzar una exposició col·lectiva d'artistes anomenada 30 artistes per la Fundació Atlètic Balears que tingué lloc al Casal Solleric de Palma. Els artistes feren donació de les obres al club, però la iniciativa no va reeixir a causa de la inestabilitat institucional que patia l'entitat aquells anys. Superats els problemes institucionals des de 2005 es va reprendre la creació, la qual fou signada davant notari el 2007 amb els fundadors següents:
- Fernando Crespí Luque, president del club vigent
- Antoni Bennàssar Moyà, secretari de la junta directiva vigent
- Damià Estelrich Dalmau, president del club entre 1985-86 i 2005-07
- Gabriel Planisi Marín
- Jaume Fuster Carbonell
- Domingo Noguera Coll
- Joan Marí Torres
- Llorenç Gerard Pol Moreno

El Patronat el formaren Gabriel Planisi Marín, Jaume Fuster Carbonell i Domingo Noguera Coll. Es preveia gaudir de recursos econòmics propis, provinents de gestionar la publicitat de l'Estadi Balear i canalitzar els ajuts institucionals al club. A més, la Fundació incorporava al seu patrimoni les obres dels artistes que protagonitzaren l'exposició del Casal Solleric.
L'entitat va estar poc operativa els primers anys. El 2011 es va presentar un nou projecte, però va seguir tenint un paper irregular i fluctuant. La iniciativa més visible durant aquests anys ha estat la tradicional visita als nens malalts de l'Hospital de Son Llàtzer durant les festes de Nadal.
El 2017 fou absorbida pel club i va passar a tenir com a president al màxim accionista i propietari del club, Ingo Volckmann. Poc després la Fundació va assolir la titularitat de l'Estadi Balear en absorbir els títols de propietat dels petits accionistes propietaris, la qual cosa va desbloquejar la reforma i rehabilitació de la instal·lació.
Des de llavors la Fundació com a tal és part integrant del club i no desenvolupa cap activitat.

### Objectius
L'objecte i finalitats de la Fundació són els següents:
- Impuls del desenvolupament de l'Atlètic Balears i la seva imatge a nivell local i nacional.
- Ferm compromís amb la cultura en tots els seus àmbits.
- Defensa dels valors del civisme, la convivència i la promoció de l'esport a les Illes Balears.

### Presidents
- Gabriel Planisi Marín (2007-08)
- Fernando Miró Cortés (2008-11)
- Pere Cladera Colom (2011-14)
- Miquel J. Deyà Bauzà (2014-16)
- Antonio Muñoz Vidal (2016-17)
- Ingo Volckmann (2017-)